# Корнелий Янсен
Корнелий Янсен, известен повече като Янсений (28 октомври 1585 - 6 май 1638), е нидерландски католически теолог, епископ на Ипер и основател на католическото богословско течение, известно като янсенизъм.
Роден е в днешна Холандия, в малкото градче Acquoy близо да Леерден, провинция Гелдерланд. През 1602 е приет в католическия университет в Льовен, където е силно повлиян от учението на Мишел дьо Бей, основаващо се на силно песимистичната интерпретация на съчиненията на св. Августин. След като завършва университета в Льовен, Янсений се установява в Париж, където изучава гръцки език. Няколко години преподава в колежа в Бойон. През повечето време изучава съчиненията на Отците на Църквата и прави планове за реформиране на католическата църква. Особено внимание отделя на въпроса за свободната воля и божествената благодат.
През 1630 г. Янсен става професор в университета в Льовен, където преподава учението на св. Августин. През това време встъпва в остри спорове с йезуитите по различни канонични въпроси. През 1635 г. е ръкоположен за епископ на Ипер. В Ипер завършва своите коментари за св. Августин, които излизат от печат посмъртно през 1640 г. под заглавието „Augustinus, sive doctrina S-ti Augustini de humanae naturae sanitatae, aegritudine, medicina etc.“. В това съчинение Янсений обвинява философията на Аристотел като причина за появата на пелагианската ерес и в духа на учението на св. Августин утвърждава порочната природа на човека, чиято свободна воля не съществува и чието спасение не зависи от него, а от изкупителната сила на божествената благодат, която ще спаси само онези, които са предопределени за спасение. Приживе Янсений публикува няколко по-малки богословски съчинения, в които критикува йезуитите. През 1635 г. публикува памфлета „Mars Gallicus“, в който критикува кардинал Ришельо заради подкрепата, която оказва на протестантите в тридесетгодишната война.
Учението на Янсений, изложено в книгата му за св. Августин, се оказва доста сходно с учението на Жан Калвин, макар че приживе Янсений се смята за истински католик. Възгледите му са доразвити след смъртта му и влизат в основата на ново религиозно течение в католицизма, известно като янсенизъм. Последователите на Янсений, сред които е и ученият философ Блез Паскал, са най-многобройни в Нидерландия и Франция. През 1653 г. учението на Янсений е отречено от Църквата, а последователите му са обявени за еретици от папа Инокентий X и са подложени на преследване от френските власти.
|  | Тази страница частично или изцяло представлява превод на страницата „Янсений, Корнелий“ в Уикипедия на руски. Оригиналният текст, както и този превод, са защитени от Лиценза „Криейтив Комънс – Признание – Споделяне на споделеното“, а за съдържание, създадено преди юни 2009 година – от Лиценза за свободна документация на ГНУ. Прегледайте историята на редакциите на оригиналната страница, както и на преводната страница, за да видите списъка на съавторите. ВАЖНО: Този шаблон се отнася единствено до авторските права върху съдържанието на статията. Добавянето му не отменя изискването да се посочват конкретни източници на твърденията, които да бъдат благонадеждни. |

1. ↑  jansc //   Посетен на 18 октомври 2020 г.